# Römermuseum Mengen-Ennetach
Das  Römermuseum Mengen-Ennetach  war ein archäologisches Museum im Ortsteil Ennetach der Stadt Mengen im baden-württembergischen Landkreis Sigmaringen. Der Schwerpunkt des mehrfach preisgekrönten Museums lag bis zu seiner Schließung 2015 auf der Präsentation von Funden der Römerzeit.

## Museum
Das Museumsgebäude mit seiner offenen Glasfassade wurde zwischen April 2000 und Juni 2001 in einer 1922 errichteten Scheune in der Ortsmitte von Ennetach eingebaut. Die Ausstellungsgestaltung wurde wissenschaftlich durch die Archäologin Martina Meyr betreut, die das Museum von 2001 bis 2009 leitete. Die Projektleitung lag bei Claudio Hils (Mengen) und die Graphik stammte von T. K. Schütte (Essen). Gefördert wurde die Einrichtung durch das Förderprojekt LEADER II der Europäischen Union für strukturschwache Gebiete im ländlichen Raum. Die Baukosten inklusive der Ausstellung betrugen 3,7 Millionen Deutsche Mark. Bauherr war die Stadt Mengen. Am 1. Juli 2001 konnte das von der Stadt Mengen getragene Museum eröffnet werden.
Die modern gestaltete Dauerausstellung veranschaulichte durch Modelle, Rekonstruktionen, Schautafeln und interaktive elektronische Präsentationsformen die Geschichte der Region sowie archäologische Forschungsmethoden. Die Ausstellung war chronologisch und nach Themengebieten geordnet. Im ersten Obergeschoss des Römermuseums wurde in fünf Themeninseln das alltägliche Leben in römischer Zeit erläutert. Die vorrömische Geschichte in einem Raum durch die Präsentation der Höhensiedlungen der Bronze- und Latènezeit vertreten. Ein museumspädagogisches Programm für Kinder und Schulklassen rundete die Dauerausstellung ab. Im Erdgeschoss des Museums befand sich das Café Domus im Stil einer römischen Straßenstation. Beim dort angebotenen Römeressen wurden Speisen nach dem antiken Kochbuch De re coquinaria zubereitet.
Die didaktisch gute Aufbereitung der Funde sowie der Einsatz von Multimedia-Animationen führte zu mehreren Auszeichnungen. So wurde das Römermuseum im Jahr 2004 mit dem alle zwei Jahre verliehenen Archäologie-Preis Baden-Württemberg ausgezeichnet, 2006 gewann es den Wettbewerb „Vorbildliches Heimatmuseum im Regierungsbezirk Tübingen“. Zudem erhielt das Museum die Auszeichnung „Vorbildliches Bauen“ im Landkreis Sigmaringen.
Wegen des stark defizitären Betriebs und Schwierigkeiten bei der Suche nach neuen Pächtern für das Museumscafé wurde das Museum zum 31. Dezember 2015 geschlossen.

## Sonderausstellungen
Neben dem Kernbestand mit Fundstücken aus dem Kastell und Siedlungsbereich von Mengen-Ennetach zeigte das Römermuseum wechselnde Sonderausstellungen.
- Kalender im Holz. Jahresringe als Zeugen der Zeit (2003); eine Ausstellung des Landesdenkmalamtes Baden-Württemberg
- Karten von den Römern bis heute (2003); eine Ausstellung des Landesvermessungsamtes Baden-Württemberg
- Faszination Vergangenheit. Von Heinrich Schliemann zu Lara Croft (2004); eine Ausstellung von Studierenden der Universität Freiburg. Gemeinsame Ausstellung mit dem Keltenmuseum Heuneburg in Hundersingen
- Fotoausstellung Menschen meiner Heimat – Bürger aus Mengen (2004), Rüdiger Hartmann, Mengen
- Mensch und Landschaft (2004); eine Ausstellung des Landwirtschaftsamtes Tuttlingen in Zusammenarbeit mit NABU
- „…Beweis wie weit der Römer Macht“: Begleitausstellung zum Römerjahr 2005. Die Ausstellung zur Forschungsgeschichte wurde in mehreren Museen in Baden-Württemberg gezeigt, darunter auch im Römermuseum Mengen-Ennetach.
- Der Hund ist des Thrones wert – Hunde in der Antike (21. Oktober bis 3. Dezember 2006). Konzeption: Peter Knötzele
- Das Geheimnis der Medusa von Mengen (27. April bis 9. Oktober 2007): Die Sonderausstellung bot als Glanzstück ein römisches Mosaik mit der Darstellung eines Medusenhauptes. Es wurde 1876 in einer römischen Villa in Mengen gefunden und galt seit dem Zweiten Weltkrieg als verschollen, wurde aber 2002 im Landesmuseum Württemberg aufgefunden und restauriert. Konzeption: Übernahme der Ausstellung „Bilder aus Stein“ des Archäologischen Landesmuseums Baden-Württemberg und Ergänzungen durch Martina Meyr.
- Gut besohlt! Schuhe, Stiefel und Sandalen (12. Juli bis 30. November 2008): In der Sonderausstellung wurden Leder- und Schuhreste, die sich aus dem 2. Jahrhundert nach Christus im Bereich eines antiken Bachlaufes der römischen Siedlungen von Mengen-Ennetach unter Luftabschluss erhalten haben, präsentiert. Darüber hinaus wurden Objekte von anderen Fundorten ausgestellt und Informationen zu verschiedenen Aspekten rund um das Thema Schuhe geboten. Konzeption: Martina Meyr/Peter Knötzele.
- Gladiatoren an Roms Grenzen. Das Amphitheater in Künzing (2. April bis 30. August 2009): In der Sonderausstellung wurden erste Ergebnisse zur Neuentdeckung eines aus Holz erbauten römischen Amphitheaters in der Gemeinde Künzing im Jahr 2003 präsentiert. Die Ausstellung war im Museum Quintana Archäologie in Künzing vom 23. März bis 29. Juli 2007 zu sehen und kam anschließend im Tausch für die vorherige Ennetacher Ausstellung „Gut besohlt! Schuhe, Stiefel und Sandalen“ in das Römermuseum Mengen-Ennetach.
- Colores? Colores! – Die bunte Welt der Römer (20. Mai bis 9. September 2012): Die Sonderausstellung wurde 2009 im Römermuseum Stettfeld konzipiert und widmete sich der Farbigkeit antiker Kunstwerke, deren Ausmaß erst seit dem späteren 20. Jahrhundert ins öffentliche Bewusstsein gelangte. Ergänzt wurde die Ausstellung auch durch zwei farbig rekonstruierte Fundstücke aus Mengen, das Merkurrelief und den Apollo-Grannus-Stein.

## Archäologischer Rundwanderweg

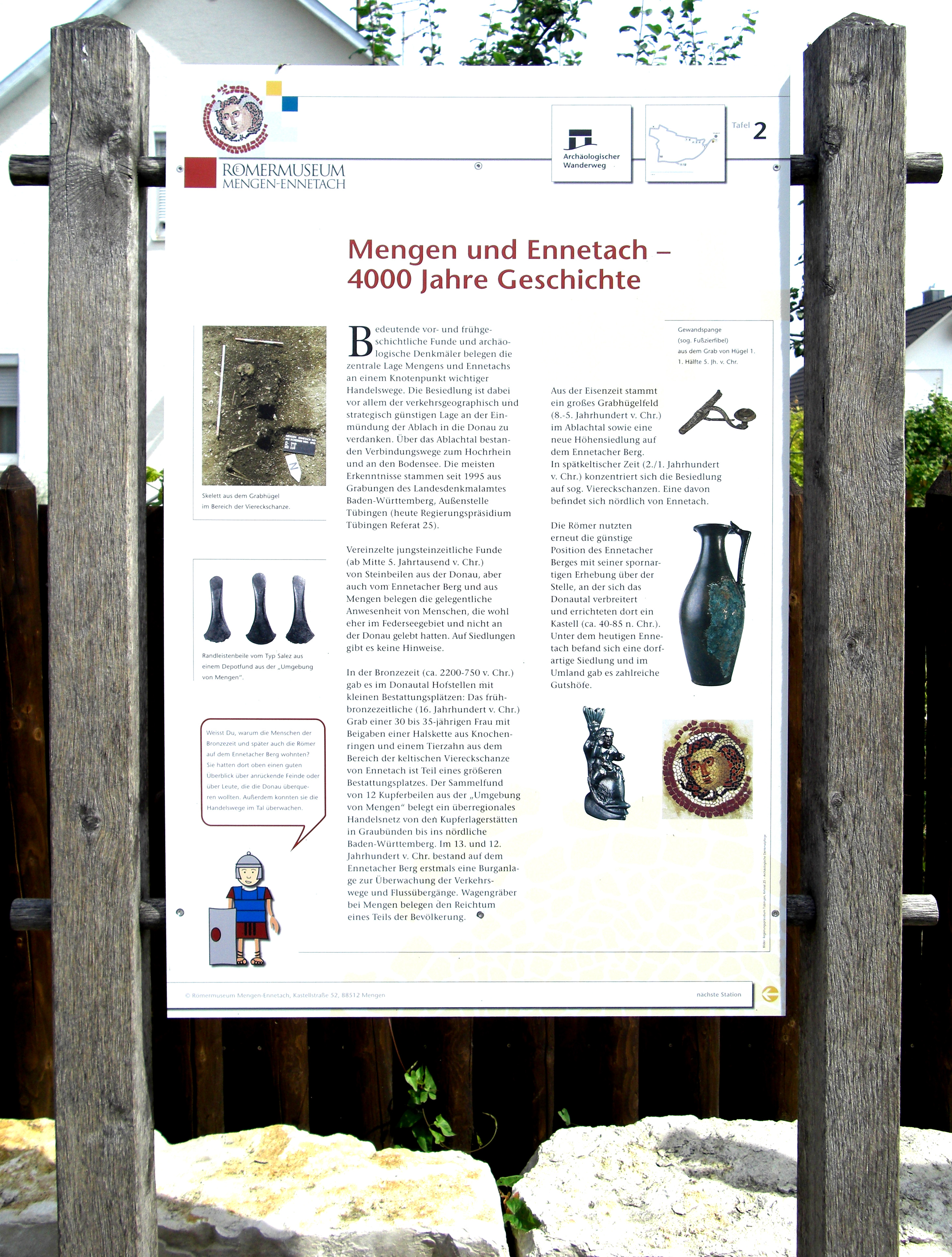
Hinweistafel vor dem Museum (2)

Das Museum wurde ergänzt durch einen in den Jahren 1999 und 2000 eingerichteten rund fünf Kilometer langen archäologischen Rundwanderweg zu Fundstellen in der Umgebung. Da sowohl die Gebäude des römischen Kastells auf der Anhöhe Mitte des ersten Jahrhunderts nach Christus als auch die der Siedlung Mengen-Ennetach überwiegend aus Holz bestanden, ist von ihnen obertägig nichts mehr erhalten. Die zwölf Bildtafeln entlang des Weges wurden 2007 erneuert und informieren darüber hinaus über die Besiedlungsgeschichte vor den Römern und geben gleichzeitig Einblick in die Methoden der Archäologie.
Der Weg beginnt beim Römermuseum und führt vorbei am vermutlichen Standort eines römischen Bades, dessen Existenz aufgrund einer Keramikscherbe vermutet wird.
- Tafel 1: Überblick über die archäologischen Denkmäler
- Tafel 2: Mengen und Ennetach – 4000 Jahre Geschichte
- Tafel 3: Die römische Siedlung von Ennetach

Dann führt der Weg auf den „Ennetacher Berg“, wo sich das römische Kastell Ennetach und eine vorgeschichtliche Abschnittsbefestigung – eine Siedlung der Bronzezeit und frühen Eisenzeit – befunden haben.
- Tafel 4: Eine spätbronzezeitliche Befestigung auf dem Ennetacher Berg
- Tafeln 5 + 6: Römer auf dem Ennetacher Berg – das Kastell

Von dort geht es an der nördlichen Hangkante mit Blick ins Donautal weiter zu den Überresten einer keltischen Viereckschanze, eine charakteristische Siedlungsform spätkeltischer Zeit
- Tafel 7: Luftbildarchäologie im Donautal – ein Blick aus der Vogelperspektive

Durch die Luftbildarchäologie wurden in Baden-Württemberg zahlreiche Viereckschanzen entdeckt, so auch die Viereckschanze in Ennetach, sie misst etwa 105 × 95 Meter. Bei Ausgrabungen 1998 wurden neben einem quadratischen Brunnenschacht und dem 19 × 12 Meter großen Grundriss eines Pfostenbaus auch das Körpergrab einer etwa 30- bis 35-jährigen Frau der frühen Bronzezeit freigelegt.
- Tafel 8: Bevor die Römer kamen – die keltische Viereckschanze von Mengen-Ennetach

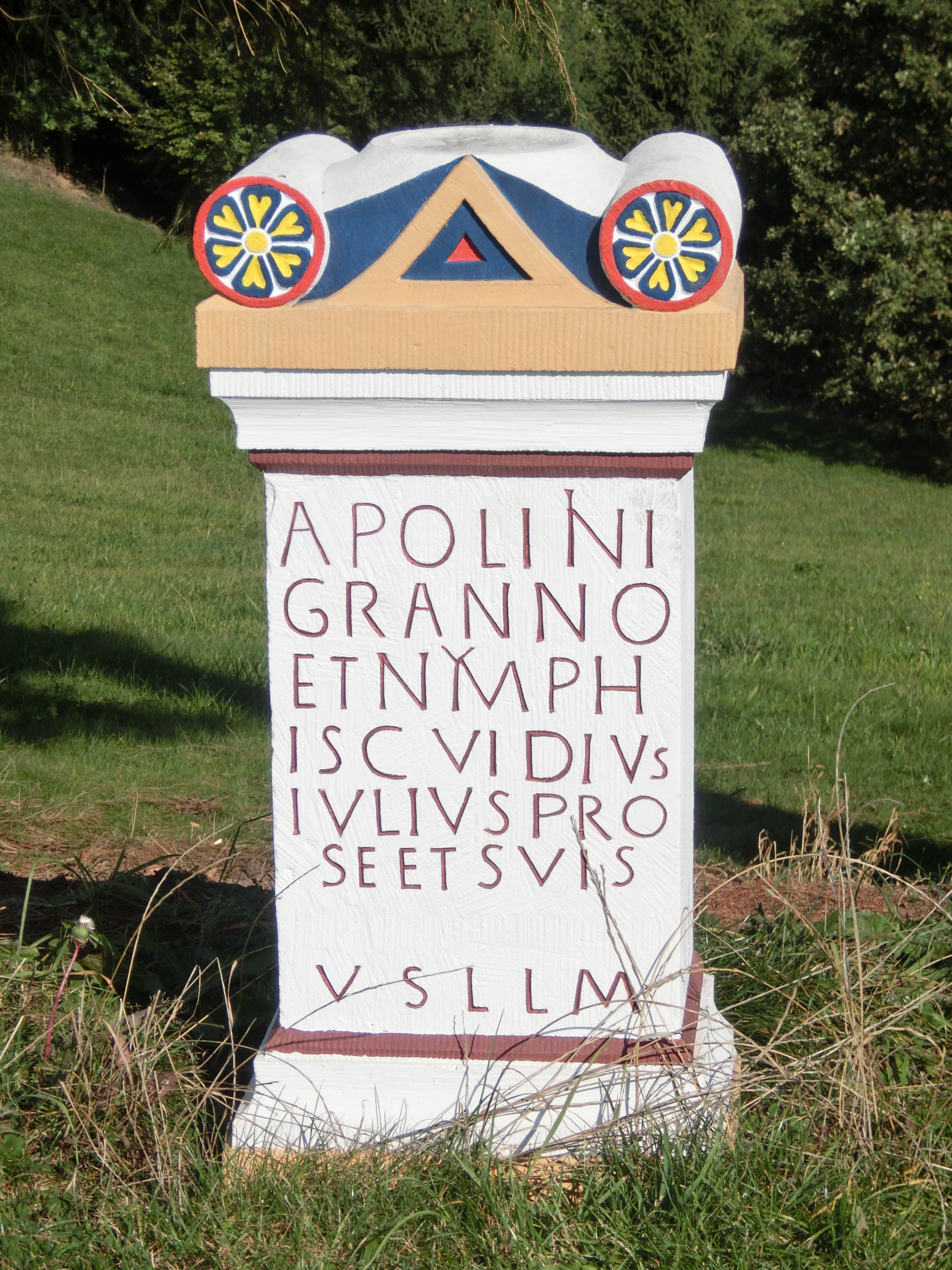
Weihestein (9)

- Tafel 9: Apollo Grannus – Weihung am Quellheiligtum

Hier, am Hipfelsberg wurde 1810 ein Weihestein in Form eines Altars gefunden. Er ist Apollo Grannus und den Nymphen, den Schutzgeistern einer lokalen Quelle, geweiht. Ein nachgebildeter Stein (siehe Foto) steht heute nahe dem damaligen Fundort.
APOLINI GRANNO ET NIMPHIS C(AIUS) VIDIUS IULIUS PRO SE ET SUIS V(OTUM) S(OLVIT) L(IBENS) L(AETUS) M(ERITO)
Dem Apollo Grannus und den Nymphen (weiht) Gaius Vidius Julius für sich und die Seinen (diesen Stein). Er hat das Gelübde froh und freudig nach Gebühr erfüllt.
Der Weg geht nach dem Hipfelsberg nach Süden und es folgen Hinweise zur Geologie des Ennetacher Berges.
- Tafel 10: Eis und Wasser formten den Ennetacher Berg – Geologie des Ennetacher Berges

Der Weg führt danach zum ehemaligen Heiligen Bezirk nahe dem heutigen Schützenhaus, ehe er wieder zum Museum zurückführt.
- Tafel 11: Ein Straßenheiligtum über dem Ablachtal – Weihung an Mercur
- Tafel 12: Das frühkeltische Grabhügelfeld im Ablachtal